# Lenda de Rabo de Peixe

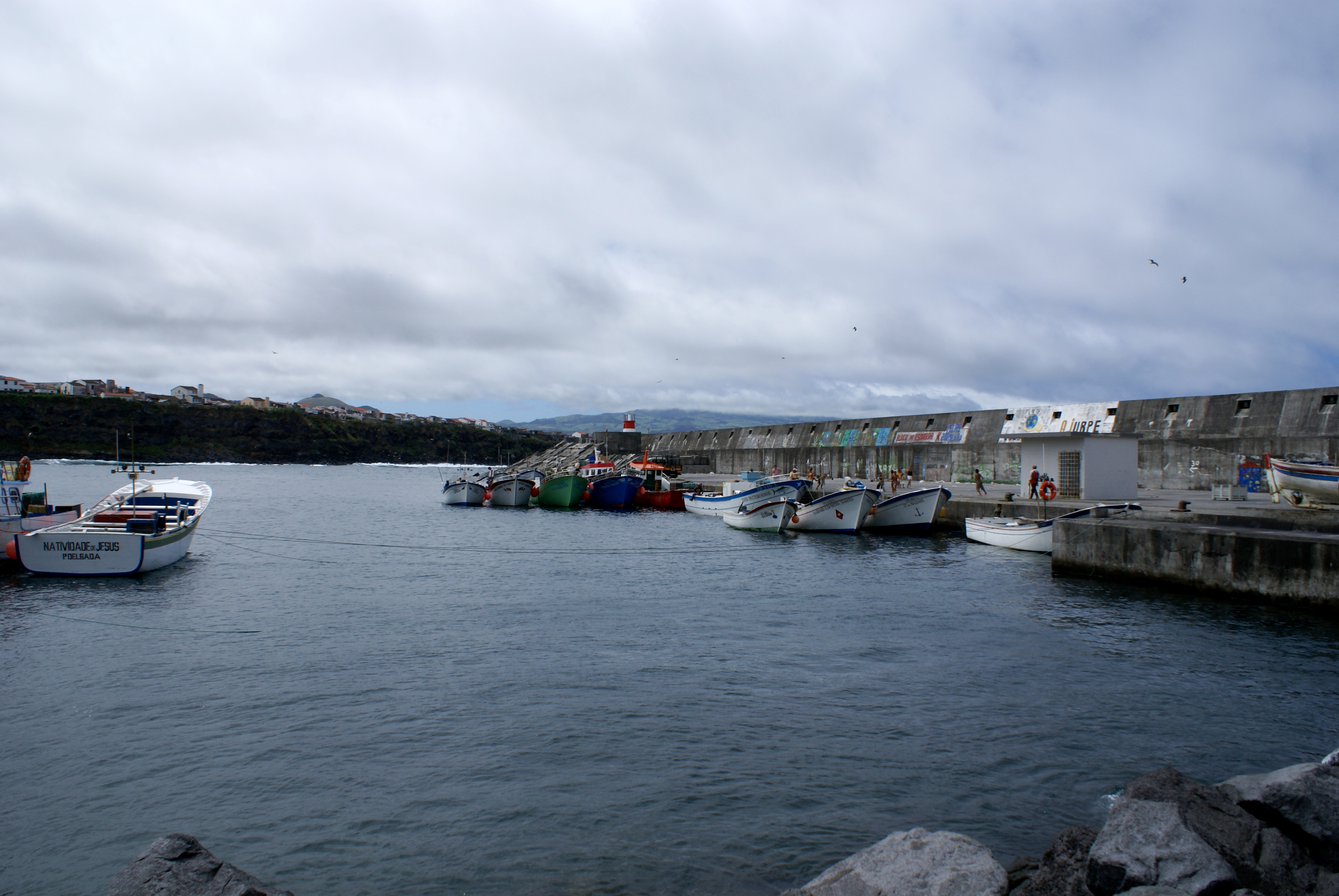
Porto de Rabo de Peixe, Ilha de São Miguel.

A Lenda de Rabo de Peixe é uma tradição oral da ilha de São Miguel, nos Açores. Versa sobre o nome da localidade de Rabo de Peixe.

## Lenda
À época do povoamento das ilhas, foi fundado um novo povoado na costa norte da ilha, numa zona plana junto ao mar. Os povoadores eram na sua maioria agricultores, que subsistiam cultivando a terra e pescando no mar pouco explorado.
Depois de um dia de faina, os homens da localidade sentaram-se à beira-mar a discutir que nome haviam de dar à sua terra. Já estavam nesta conversa deveras animada há bastante tempo, quando ao olharem para o mar viram próximo de si a luta entre um peixe de grandes proporções e um mais pequeno. Esta luta durou muito tempo, com o pequeno peixe a esquivar -se, a nadar por entre as pedras e a fugir. No entanto, o peixe grande acabou por o apanhar e comer, só ficando como prova do acontecimento o rabo do pequeno peixe a flutuar à superfície das águas. Em pouco tempo este rabo de peixe deu à costa,e trazido pelas correntes, e encalhou nas pedras de basalto negro do calhau.
Os homens, que tinham ficado em silêncio a observar os acontecimentos, entenderam que o incidente que tinham presenciado era uma mensagem, e então combinaram que a localidade deveria de chamar-se Rabo de Peixe. A princípio as pessoas acharam o nome estranho, mas em pouco tempo habituaram-se à ideia e ao nome. Até porque Rabo de Peixe era um nome adequado para um local com tantos pescadores.
Com este nome incomum, o lugar é actualmente uma vila da ilha de São Miguel e os seus habitantes, na maioria, continuam a ser pescadores.